# Castrillo de la Valduerna
Castrillo de la Valduerna ist ein nordspanischer Ort und eine Gemeinde (municipio) mit 143 Einwohnern (Stand: 2024) im Süden der Provinz León in der Autonomen Gemeinschaft Kastilien-León. Neben dem gleichnamigen Hauptort Castrillo de la Valduerna gehört die Ortschaft Velilla de la Valduerna zur Gemeinde.

## Lage und Klima
Castrillo de la Valduerna liegt etwa 54 Kilometer südwestlich von León in einer Höhe von etwa 905 m am Río Duerna. Das Klima ist gemäßigt bis warm; Regen (ca. 726 mm/Jahr) fällt überwiegend im Winterhalbjahr.

## Bevölkerungsentwicklung
| Jahr      | 1970 | 1981 | 1991 | 2001 | 2011 | 2021 |
| Einwohner | 503  | 384  | 307  | 225  | 182  | 149  |

## Wirtschaft
An erster Stelle im Wirtschaftsleben der Gemeinde steht traditionell die ursprünglich zur Selbstversorgung betriebene Landwirtschaft. Auf den Feldern wurden Weizen, Gerste, Wein etc. kultiviert; die Hausgärten lieferten Gemüse und Kartoffeln. 

## Sehenswürdigkeiten
- Marienkirche in Castrillo de la Valduerna
- Johannes-der-Täufer-Kirche in Velilla de la Valduerna
- Mühlenruine